# Mitrailleuse Gatling
Pour les articles homonymes, voir Gatling.

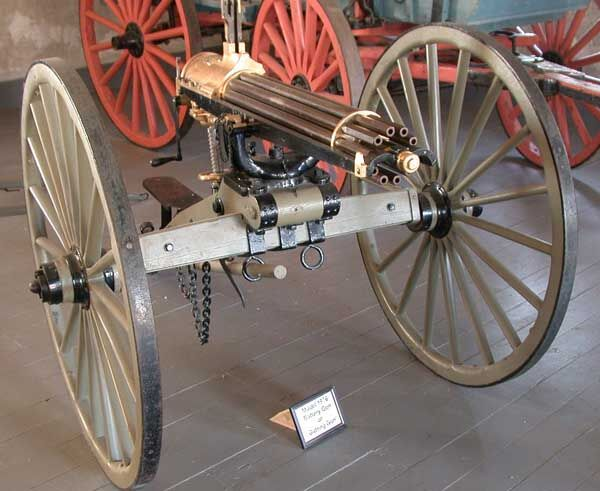
Mitrailleuse Gatling fixée sur un affût sur roues. La manivelle assure la rotation des canons et des culasses mobiles.

La mitrailleuse Gatling conçue en 1861 par l'inventeur américain Richard Jordan Gatling fut la première mitrailleuse efficace combinant fiabilité, puissance de feu et facilité d'alimentation.
Gatling avait l'espoir que son invention mettrait fin aux guerres. Il pensait que la nature meurtrière et dévastatrice de la mitrailleuse dissuaderait les nations de s'engager dans des conflits armés.

## Historique
Gatling dépose en avril 1862 le brevet pour une arme à plusieurs canons rotatifs. Elle utilise initialement des cartouches en papier qui limitent sa fiabilité. Les essais impressionnent néanmoins l'US Army qui achète plusieurs modèles en 1865. En 1866, elle est modifiée pour tirer des munitions à étui en laiton.
Pendant la guerre de Sécession, la mitrailleuse Gatling n'est pas encore en usage officiel dans l'armée de l'Union mais quelques exemplaires, achetés sur fonds privés, sont cependant utilisés. Deux de ces armes furent utilisées au siège de Petersburg et huit furent déployées sur des canonnières.

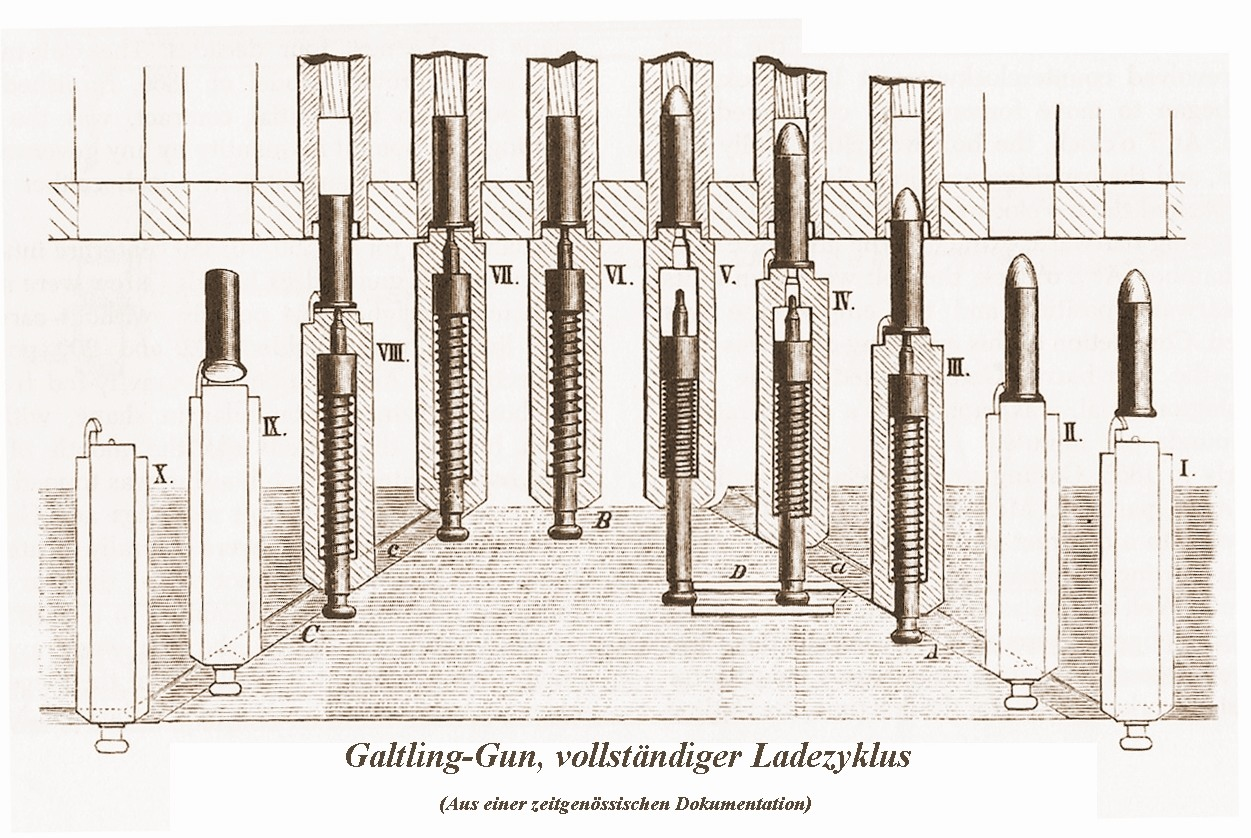
Principe de fonctionnement de la mitrailleuse Gatling.

La mitrailleuse est directement inspirée d'une des inventions précédentes de son concepteur Richard Jordan Gatling, un semoir à blé. Le principe de fonctionnement repose sur plusieurs ensembles, chacun constitué d'un canon intégrant une chambre et un mécanisme de percussion. Lors du tir, l'une des opérations nécessaires (chargement, verrouillage, percussion puis extraction et éjection de l'étui ou de la douille) est ainsi à tout moment en cours sur l'un d'entre eux. Une manivelle imprime un mouvement de rotation à dix ensembles montés autour d'un axe central, de sorte que chacun tire successivement grâce à un système de cames qui ouvre et ferme les culasses. Le chargement est obtenu par gravité, les munitions tombant depuis le chargeur placé au-dessus de l'arme. La cadence de tir par minute atteignait théoriquement 1 200 coups mais un tir utile dépassait rarement 400. Le calibre allait de 7,8 à 25,5 mm. Elle était servie par quatre opérateurs.

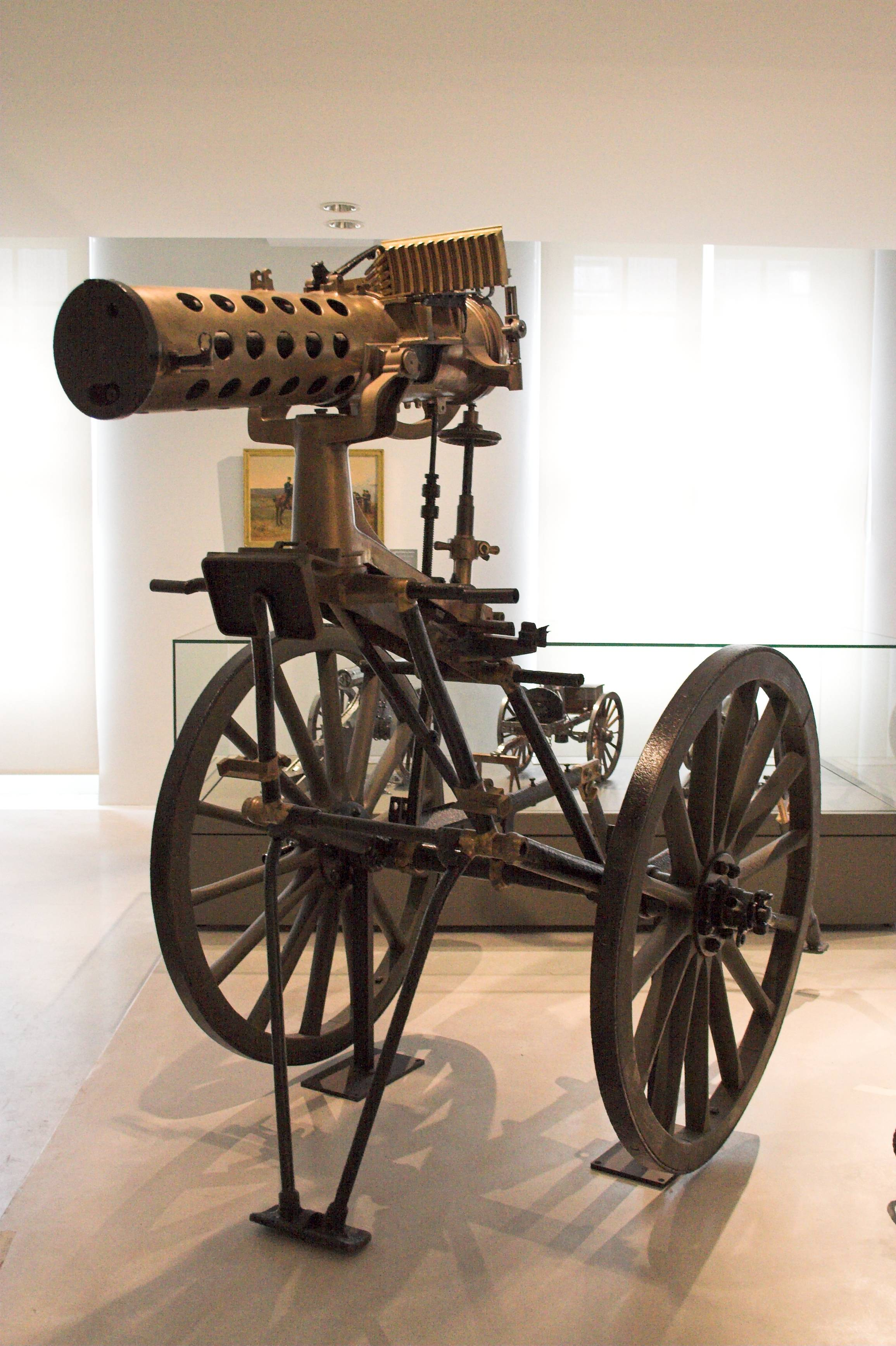
Mitrailleuse Gatling produite par l'Atelier de Puteaux(France) : la Mitrailleuse APX modèle 1895.

La Gatling conserve la taille d'un petit canon, et son caisson d'approvisionnement en munitions, qui affecta longtemps sa fiabilité, connut plusieurs versions. Considérée comme une pièce d'artillerie, elle est déployée loin des mouvements de l'infanterie, ce qui limite son effet sur le plan tactique à celui d'un canon tirant de la mitraille. Actionnée manuellement par un servant qui tourne la manivelle, elle tend à s'enrayer fréquemment en combat réel, les mitrailleurs ayant tendance à tourner la manivelle trop vite ou à perdre leur régularité en situation de combat.

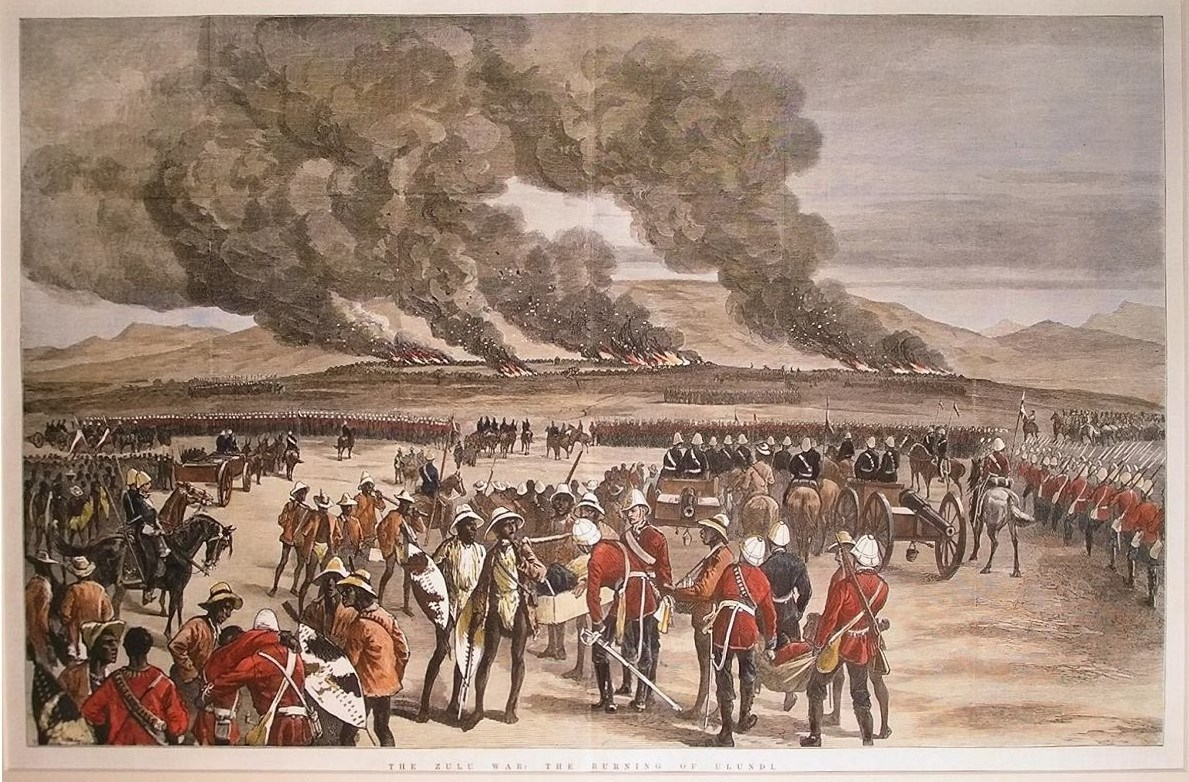
La bataille d'Ulundi, où la mitrailleuse Gatling est engagée avec succès par l'armée anglaise contre les Zoulous.

Au Royaume-Uni, en 1870, les autorités, impressionnées par les performances du canon de Gatling, demandent à WG Armstrong and Co. d'en obtenir la licence de production locale. L'arme est déclinée en deux versions, l'une de calibre .45 (45 centièmes de pouce, donc 11,43 millimètres) pour l'armée de terre, l'autre en .65 pour la Royal Navy (marine). Lors de l'une de ses premières utilisations, lors de la Bataille d'Ulundi, la Royal Navy l'opposa avec succès aux Zoulous. La cartouche en papier cède ensuite la place à une version plus moderne, entièrement métallique, supprimant ainsi bon nombre d'enrayages et autres incidents de tir. La cadence de tir atteint alors environ trois cents coups par minute. Quelques semaines plus tard, deux de ces armes permettent au général Roberts de tenir en échec l'armée afghane à Chahar Asyab.
Richard Gatling améliore régulièrement le fonctionnement de son arme, et tente notamment d'installer un moteur électrique sur le modèle 1893, pour actionner la rotation des canons. Les prototypes gagnent ainsi en fiabilité et atteignent des cadences de tir théorique de 1 500 coups par minute, mais l'augmentation de poids la rend peu maniable.
Lors de la guerre hispano-américaine de 1898, les modèles 1893 américaines en calibre .30-40 Krag furent engagées et obtinrent un excellent résultat à la bataille de San Juan, où trois des Gatling furent utilisées, tirant 18 000 coups en huit minutes et demie pour soutenir la charge américaine sur la crête des deux collines tenues par les Espagnols, provoquant un terrible carnage parmi les défenseurs. Mais, dans le même temps, les Gatlings montrèrent que leur poids et leur manque de maniabilité les rendaient impropres à un déploiement avec l'infanterie, contrairement à la nouvelle mitrailleuse Colt-Browning M1895 à canon unique, qui obtint d'excellents résultats pendant la guerre, en particulier à la bataille de Guantanamo Bay. Il y eut encore un modèle 1900. 
En 1903, l'armée américaine a recomposé son inventaire restant de mitrailleuses Gatling pour tirer la nouvelle cartouche 30-03 Springfield. En 1906, le processus a été répété pour permettre aux canons multicanons de tirer la nouvelle cartouche .30-06 Springfield. En 1911, les 88 mitrailleuses Gatling que l'armée avait encore en stock furent déclarées obsolètes et vendues à un revendeur de surplus militaire de New York appelé Bannerman's. Celles en dotation dans d'autres armées furent également remplacées par des mitrailleuses mono-canon plus modernes vers la même époque.
Le concept originel de la mitrailleuse à manivelle Gatling fut donc périmé lorsque le mécanisme automatique fut découvert, principe apparu avec la Maxim de 1884. Les mitrailleuses n'employèrent dès lors généralement plus qu'un seul canon ne nécessitant plus de source d'énergie mécanique.
Gatling M1877 de l'US Navy à 10 canons
| Munition          | Cadence de tir théorique | Longueur | longueur du canon | Masse à vide sans trépied | Chargeur                  |
| ----------------- | ------------------------ | -------- | ----------------- | ------------------------- | ------------------------- |
| .45-70 Government | 300 coups par minute     | 1079 mm  | 673 mm            | 77,2 kg                   | tambour de 400 cartouches |

## Postérité

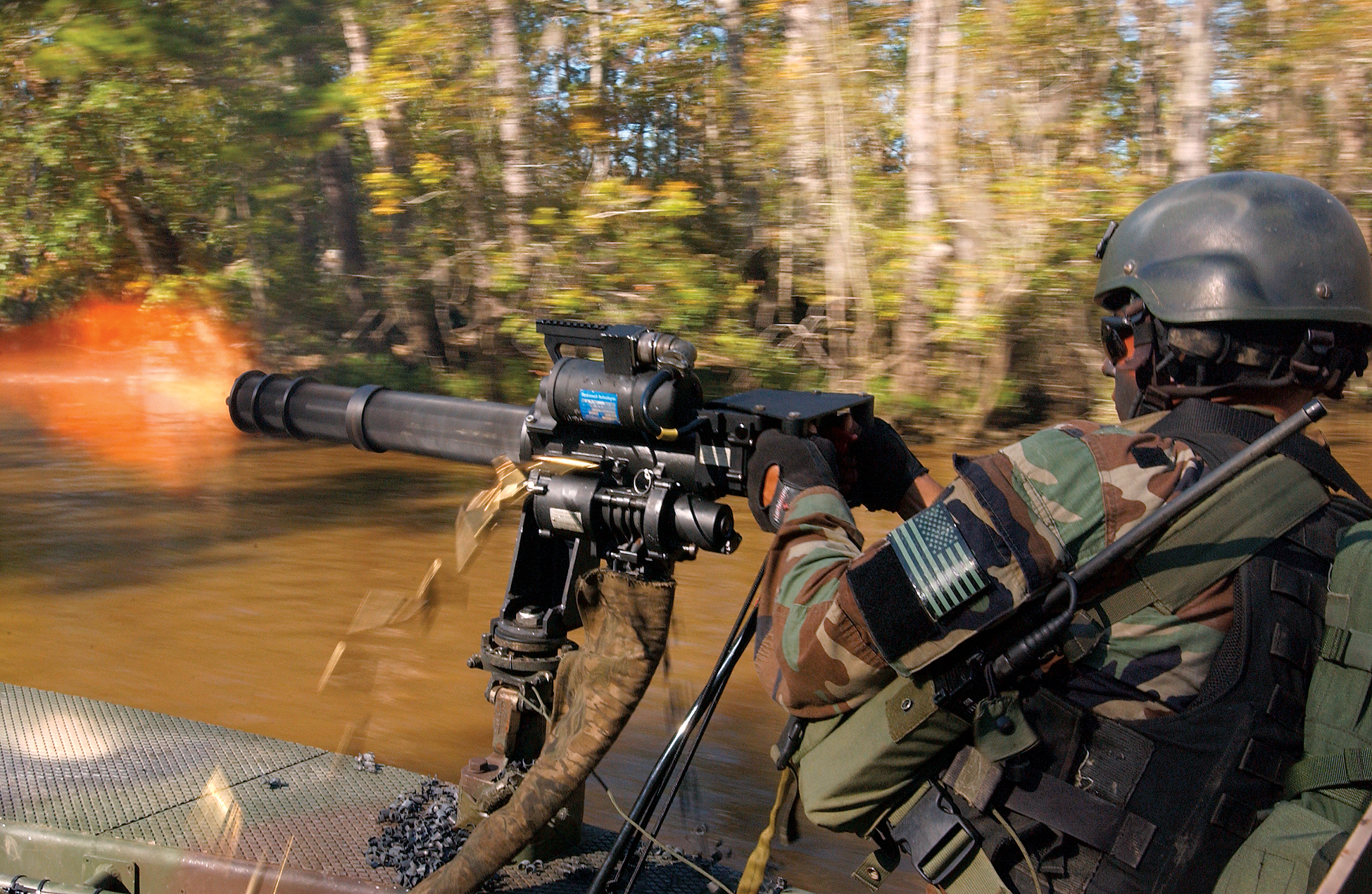
Un M134 Minigun en fonctionnement.

Le principe conçu et mis au point par Gatling offre toutefois le moyen de paralléliser efficacement les opérations mécaniques nécessaires (chargement, percussion, extraction, éjection) et laisse chambres et canons mieux refroidir, donc atteint des cadences de tir élevées, sans commune mesure avec les armes à un seul canon. Il restait donc intéressant pour le développement d'armes lourdes à mitraille développant une très grande puissance de feu, par exemple pour des avions ne pouvant réaliser que des passages brefs sur un objectif, et ayant donc besoin d'une cadence de tir très élevée pendant ce court instant.
Ce concept est donc repris au cours du XXe siècle par divers prototypes (comme le T45 de General Electric de 1949), mais il faudra attendre le M61 Vulcan 20 mm de 1959 pour voir ce type d'arme de nouveau déployé dans l'armée américaine. Le dérivé allégé du M61, en munition 7,62 × 51 mm Otan seulement, donnera dès 1960 le M134 Minigun.
L'utilisation importante du M61 et du M134 pendant la guerre du Vietnam entrainera le développement d'autres armes, tant au sein de l'OTAN (comme le GAU-8 Avenger 30 mm à 7 tubes, embarqué sur le Fairchild A-10 Thunderbolt II) que dans d'autres armées (comme le AK-630 antimissile de la marine soviétique, datant de 1963). Toutes ces « Gatlings » modernes sont des armes lourdes ou semi-lourdes, à rotation intégralement motorisée (moteurs hydrauliques, à gaz comprimé ou électriques), généralement (mais pas toujours) embarquées sur des véhicules, des navires ou des appareils aériens (avions ou hélicoptères). Elles sont utilisées pour l'appui sol, le combat aérien, la défense antimissile ou la défense de positions terrestres.
La cadence de tir de ces armes est, si nécessaire, réglable sur site et elles sont insensibles aux cartouches défectueuses. En effet, n'employant pas l'énergie des gaz d'explosion, les cartouches sont éjectées automatiquement quel que soit le résultat du tir.
| Désignation      | Pays             | Calibre       | Nombre de canons | Cadence de tir (coups/min) | Masse de l'arme nue | Entraînement              | Longueur |
| ---------------- | ---------------- | ------------- | ---------------- | -------------------------- | ------------------- | ------------------------- | -------- |
| XM214 Microgun   | États-Unis       | 5,56 mm OTAN  | 6                | jusqu'à 10 000             | 15 kg               | électrique                | 69 cm    |
| M134 Minigun     | États-Unis       | 7,62 OTAN     | 6                | 4 000 - 6 000              | 18,8 kg             | électrique                | 80 cm    |
| GShG-7.62 (en)   | Union soviétique | 7,62 x 54 mmR | 4                | 6 000                      | 18,50 kg            | gaz                       | 80 cm    |
| YakB-12.7mm (en) | Russie           | 12,7 × 108 mm | 4                | 4 000 - 5 000              | 45 kg               | gaz                       | variable |
| GAU-19           | États-Unis       | .50 BMG       | 3                | 1 300                      | 64 kg               | électrique                | 137 cm   |
| M61 Vulcan       | États-Unis       | 20 mm         | 6                | jusqu'à 6 000              | 114 kg              | électrique ou hydraulique | 183 cm   |
| GSh-6-23M        | Russie           | 23 mm         | 6                | 10 000                     | 73 kg               | gaz                       | 140 cm   |
| GAU-12 Equalizer | États-Unis       | 25 × 137 mm   | 5                | 4 200                      | 122 kg              | pneumatique               | 211 cm   |
| GSh-6-30         | Russie           | 30 × 165 mm   | 6                | 6 000                      | 149 kg              | gaz                       | 204 cm   |
| M-1990           | Corée du Nord    | 30 mm         | 4                | 2 400-3 400                | -                   | électrique                | -        |
| GAU-8/A          | États-Unis       | 30 mm         | 7                | 1 800 ou 4 200             | 281 kg              | hydraulique               | 290 cm   |